# Kalcinační pec v Lokti
Kalcinační pec z 19. století se nachází na území města Lokte v okrese Sokolov v Karlovarském kraji. Tento průmyslový objekt je od roku 2002 zapsaný v Ústředním seznamu kulturních památek České republiky .

## Historie
Kalcinační pec na pálení křemene stojí u rodinného domu čp. 200 v Tovární ulici v Lokti na pravém břehu řeky Ohře, naproti areálu bývalé porcelánky. Historická jednokomorová válcová pec pochází z počátku 19. století, o sto let později prošla přestavbou. V plném provozu byla využívána do roku 1921.

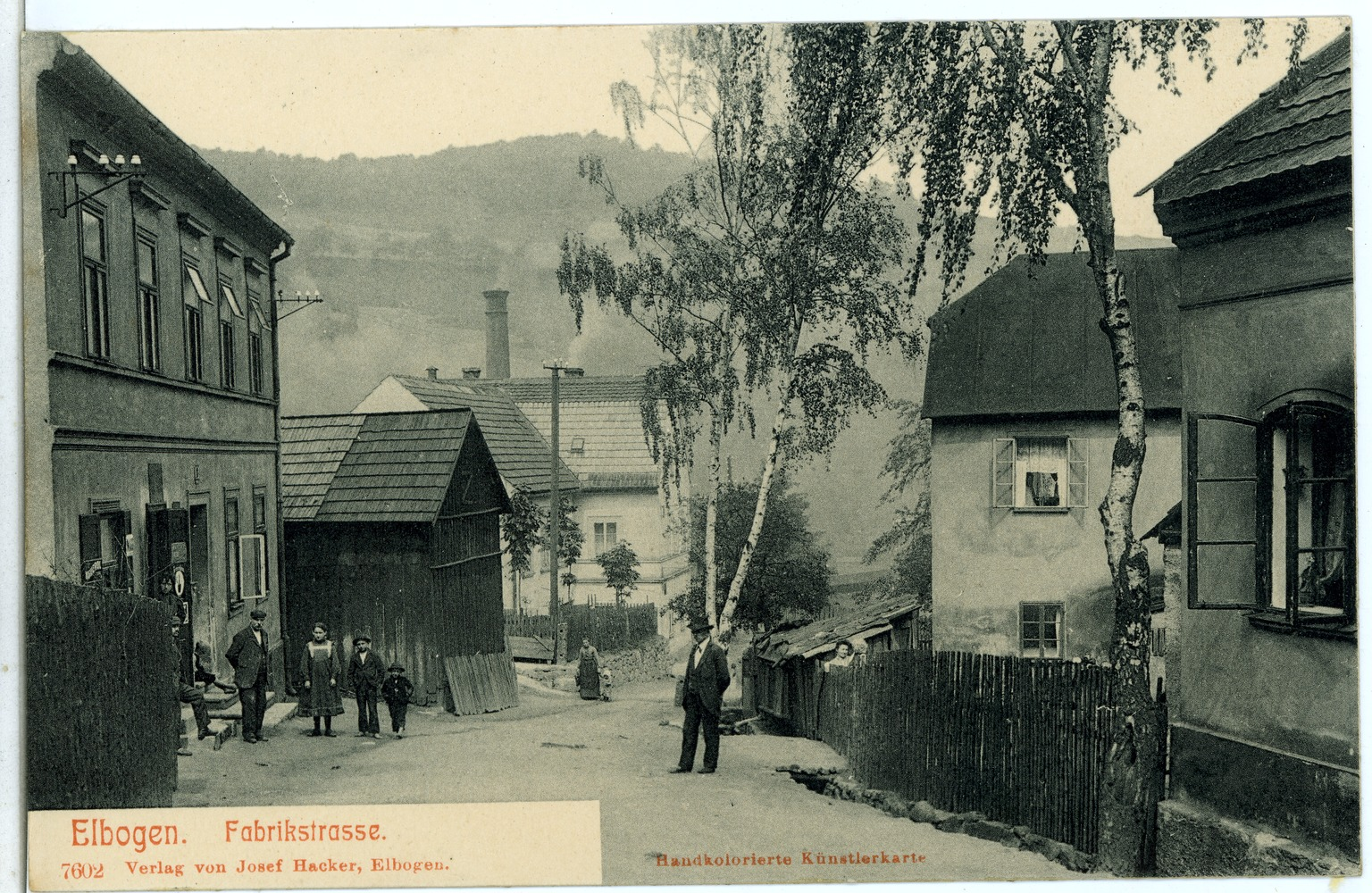
Tovární ulice v Lokti v roce 1906

Zdejší porcelánka byla založena bratry Eugenem Karlem a Rudolfem Karlem Haidingerovými v roce 1815. Porcelánka byla vybudována na pravém břehu Ohře poblíž Jánského mostu, kde byl do jejího areálu včleněn starý městský špitál, který stával v těchto místech. V roce 1816 zde bylo zahájeno pálení výrobků v malé peci, v roce 1817 byla dostavěna velká pec a o rok později bylo firmě uděleno privilegium k výrobě porcelánu. Ve 20. a 30. letech 19. století, kdy se do chodu závodu zapojil třetí z bratrů Haidingerových, mineralog Wilhelm Karl Haidinger, došlo k dalšímu rozvoji firmy a její produkce získala řadu ocenění na výstavách v Praze a ve Vídni. V druhé polovině 19. století porcelánku získali vídeňští podnikatelé Ludwig Oppenheimer a Max Springer, který se v roce 1884 stal výhradním majitelem firmy, nazvané Loketská společnost pro porcelánový a uhelný průmysl.
V roce 1918 se porcelánka stala součástí nové společnosti Rakouský porcelánový průmysl v Karlových Varech (Oepiag), později přejmenované na Erster Porzellanindustrie-Aktiengesselschaft (Epiag). Výroba se dále modernizovala a byla zaměřena na produkci hotelového porcelánu. V roce 1945 byla porcelánka znárodněna a začleněna do národního podniku Starorolský porcelán, pozdějšího podniku Karlovarský porcelán. Od druhé poloviny 20. století objekty postupně chátraly.

## Popis památky
Pec se podle katastru nachází v Lokti na parcele č. 556/1. Objekt má kruhový půdorys o vnitřním průměru 3 metry a vnějším průměru 4,8 metru. Pec je vysoká 5 metrů a je vyzděná z cihel. Zdivo je zvenčí stažené železnými obručemi. Nad horní klenbou pece se tyčí válcový komín, vysoký 5,75 m, takže jeho vrchol dosahuje výšky 10,75 metru nad úrovní terénu. Komín je vyzděný z šamotových tvarovek. Z vnější strany pece jsou umístěna čtyři topeniště, částečně zapuštěná do terénu. Pec je kryta plechovou stanovou střechou ve tvaru desetibokého jehlanu.